# Dicranotropis manicata
Dicranotropis manicata är en insektsart som först beskrevs av Hesse 1925.  Dicranotropis manicata ingår i släktet Dicranotropis och familjen sporrstritar. Inga underarter finns listade i Catalogue of Life.